# اچ‌ام‌اس ولف (۱۸۱۴)
اچ‌ام‌اس ولف (۱۸۱۴) (به انگلیسی: HMS Wolf (1814)) یک کشتی بود که طول آن ۹۲ فوت (۲۸٫۰ متر) بود. این کشتی در سال ۱۸۱۴ ساخته شد.